# NGC 7323
NGC 7323 (również PGC 69311 lub UGC 12108) – galaktyka spiralna (Sb), znajdująca się w gwiazdozbiorze Pegaza. Odkrył ją Albert Marth 13 września 1863 roku.